# Barrisca nannella
Barrisca nannella là một loài nhện trong họ Trechaleidae.
Loài này thuộc chi Barrisca. Barrisca nannella được Ralph Vary Chamberlin & W. Ivie miêu tả năm 1936.